# خط طول 143° شرق
خط طول 143° شرق هو أحد خطوط الطول الجغرافية، والتي تمتد من القطب الشمالي الجغرافي إلى القطب الجنوبي الجغرافي، وحسب التحويل الزمني يتقدم خط طول 143° شرق عن خط غرينتش بـ9 ساعات و32 دقيقة.

## من القطب إلى القطب
ينطلق خط طول 143° شرق من القطب الشمالي نحو القطب الجنوبي مرورا بالمناطق التي ترد في الجدول التالي:
| الإحداثيات                           | البلد أو الإقليم أو البحر | ملاحظات |
| ------------------------------------ | ------------------------- | --- |
| 90°0′N 143°0′E / 90.000°N 143.000°E  | المحيط المتجمد الشمالي    | |
| 75°49′N 143°0′E / 75.817°N 143.000°E | روسيا                     | ياقوتيا — جزيرة كوتيلني، جزر سيبيريا الجديدة |
| 74°53′N 143°0′E / 74.883°N 143.000°E | بحر سيبيريا الشرقي        | Sannikov Strait |
| 73°42′N 143°0′E / 73.700°N 143.000°E | روسيا                     | ياقوتيا — Great Lyakhovsky Island، جزر سيبيريا الجديدة |
| 73°12′N 143°0′E / 73.200°N 143.000°E | بحر سيبيريا الشرقي        | مضيق ديمتري لابتيف [لغات أخرى]‏ |
| 72°42′N 143°0′E / 72.700°N 143.000°E | روسيا                     | ياقوتيا خاباروفسك كراي — من 61°55′N 143°0′E / 61.917°N 143.000°E |
| 59°19′N 143°0′E / 59.317°N 143.000°E | بحر أوخوتسك               | |
| 53°38′N 143°0′E / 53.633°N 143.000°E | روسيا                     | ساخالين أوبلاست — جزيرة سخالين |
| 49°9′N 143°0′E / 49.150°N 143.000°E  | بحر أوخوتسك               | |
| 47°16′N 143°0′E / 47.267°N 143.000°E | روسيا                     | ساخالين أوبلاست — جزيرة سخالين |
| 46°36′N 143°0′E / 46.600°N 143.000°E | بحر أوخوتسك               | |
| 44°33′N 143°0′E / 44.550°N 143.000°E | اليابان                   | هوكايدو — جزيرة هوكايدو |
| 42°5′N 143°0′E / 42.083°N 143.000°E  | المحيط الهادئ             | مرورا بغرب Aua Island, بابوا غينيا الجديدة (في 1°28′S 143°2′E / 1.467°S 143.033°E) · مرورا بشرق Wuvulu Island, بابوا غينيا الجديدة (في 1°44′S 142°52′E / 1.733°S 142.867°E) |
| 3°21′S 143°0′E / 3.350°S 143.000°E   | بابوا غينيا الجديدة       | |
| 9°7′S 143°0′E / 9.117°S 143.000°E    | بحر المرجان               | مضيق توريس — passing amongst the جزر مضيق توريس، كوينزلاند, أستراليا |
| 11°56′S 143°0′E / 11.933°S 143.000°E | أستراليا                  | كوينزلاند نيوساوث ويلز — من 29°0′S 143°0′E / 29.000°S 143.000°E فيكتوريا (أستراليا) — من 34°41′S 143°0′E / 34.683°S 143.000°E                                               |
| 38°37′S 143°0′E / 38.617°S 143.000°E | المحيط الهندي             | Australian authorities consider this to be part of the المحيط الجنوبي[1][2]                                                                                                 |
| 60°0′S 143°0′E / 60.000°S 143.000°E  | المحيط الجنوبي            | |
| 66°57′S 143°0′E / 66.950°S 143.000°E | القارة القطبية الجنوبية   | الإقليم الأسترالي في القارة القطبية الجنوبية، المطالب الإقليمية بالقارة القطبية الجنوبية by أستراليا                                                                        |